# San Martín de Unx
San Martín de Unx (en euskera: San Martin Unx o Donamartiri Untz) es una villa y municipio Español de la Comunidad Foral de Navarra, situado en la Merindad de Olite, en la Comarca de Tafalla y a 45 km de la capital de la comunidad, Pamplona. Su población fue de 393 personas en 2021. Está hermanada con la comuna francesa de Saint-Martin-de-Hinx (en occitano Sent Martin de Hins), situada en la región de Nueva Aquitania, departamento de Landas.

## Toponimia
El segundo término del nombre de la villa (Unx) fue su antigua denominación, a la cual se le añadió el nombre del titular de la iglesia, quedando tal y como lo conocemos hoy. El nombre aparece en documentos antiguos de la siguiente manera: Sant Martín, Sancti Martini, Sancto Martino, Sanctum Martinum (siglos XII-XIV, NEN). Unse (1102, NEN), Unsi, Unxi, Vnsi (1062, NEN).
El origen de la palabra Unx es discutido, apuntándose la posibilidad de que pudiera proceder del vocablo euskérico "untzia" (en español conejo), partiendo de la palabra "unsea" o "unxie", con la siguiente evolución: Unse(a)> Unsi(a)> Unxi(a)> Untzi(a), perdiendo el artículo -a y la vocal -i.[cita requerida]. De este modo, la palabra vendría a aludir a la abundancia de conejos en la zona en la que se asienta San Martín de Unx.
El nombre vasco de la localidad, según Euskaltzaindia, sería "San Martin Unx"; no obstante, la comunidad vascohablante de la comarca denomina al municipio Donamartiri Untz o únicamente Donamartiri. Este término carece de oficialidad.

Sus gentilicios son sanmartinejo, sanmartineja, catato y catata, aplicables al masculino y femenino respectivamente.

## Símbolos

### Escudo
El escudo de armas de la villa de San Martín de Unx tiene el siguiente blasón:

Trae de azur y en jefe un castillo de oro almenado, sumado de tres torres, la de en medio más alta que las laterales, almenadas de tres y adjuradas de azur. Flanqueado por una estrella de ocho puntas de oro y un creciente ranversado de plata. En la parte inferior un árbol de sínople en el flanco siniestro y en el centro San Martín de Tours, sobre un caballo de plata, repartiendo su capa con un mendigo, ambos en su color natural.

## Geografía
La villa de San Martín de Unx se encuentra situada en la parte central de la Comunidad Foral de Navarra dentro de la región geográfica de la Zona Media a una altitud de 610 m s. n. m. Su término municipal tiene una superficie de 51 km² y limita al norte con los municipios de Leoz y Lerga, al este con el de Ujué, al sur con el de Beire y al oeste con los de Olite y Tafalla.

Situación del municipio de San Martín de Unx en Navarra.

| Noroeste: Leoz  | Norte: Leoz | Nordeste:Lerga |
| Oeste:Tafalla   |             | Este: Ujué     |
| Suroeste: Olite | Sur: Beire  | Sureste: Ujué  |

### Clima
El municipio se asienta en una zona propia del clima de transición aunque confluye con el clima mediterráneo continentalizado. La temperatura media anual es de 12,5 °C y el índice de precipitación media anual oscila entre los 500 y 800 mm dependiendo de la cota de altitud, registrándose 75 días lluviosos al año. El índice de evapotranspiración potencial anual está entre 700 y 725 mm.

## Demografía
San Martín de Unx cuenta con una población de 364 habitantes (INE 2024).
| Gráfica de evolución demográfica de San Martín de Unx entre 1842 y 2021                                             |
| |
| Población de derecho según los censos de población del INE Población de hecho según los censos de población del INE |

## Economía
La principal fuente de riqueza de San Martín de Unx es la agricultura de la vid, cuyo cultivo hace a San Martín de Unx una localidad con una gran tradición vinícola desde tiempos ancestrales. 
La localidad cuenta con varias bodegas privadas y una bodega cooperativa de vinos, fundada en el año 1914, siendo una de las empresas más antiguas de España. 
Los viñedos y bodegas de San Martín de Unx están acogidos a la Denominación de Origen Navarra contando con especial fama los vinos rosados producidos en San Martín de Unx cuya calidad ha sido reconocida y galardonada en diversas veces con el premio al mejor rosado de Navarra. Todos los años, en el mes de junio se celebra en la localidad el Día del Rosado contando con diversas actividades y con gran afluencia de público.
San Martín de Unx se ha caracterizado,a lo largo de su historia,  por ser un pueblo muy activo en el campo del cooperativismo y se tiene noticia de la fundación mediante el sistema cooperativo de una caja de ahorros, una bodega, una harinera, un trujal, una central eléctrica así como un círculo católico de igual inspiración cooperativista. El cooperativismo permitió al pueblo tener un nivel económico sensiblemente superior al resto de pueblos de su entorno a lo largo de los siglos XIX y XX.

## Administración y política
| Partido político                           | 2019  | 2019       | 2015  | 2015       | 2011  | 2011       | 2007  | 2007       | 2003  | 2003       | 1999  | 1999       | 1995  | 1995       | 1991 | 1991       |
| Partido político                           | %     | Concejales | %     | Concejales | %     | Concejales | %     | Concejales | %     | Concejales | %     | Concejales | %     | Concejales | %    | Concejales |
| Agrupación Independiente San Martín (AISM) | 60,17 | 4          | 53,91 | 4          | 56,43 | 4          | 88,35 | 7          | 54,65 | 4          | —     | —          | —     | —          | —    | —          |
| Navarra Suma (NA+)                         | 36,93 | 3          | —     | —          | —     | —          | —     | —          | —     | —          | —     | —          | —     | —          | —    | —          |
| Partido Popular (PP)                       | —     | —          | 43,91 | 3          | 39,64 | 3          | —     | —          | —     | —          | —     | —          | —     | —          | —    | —          |
| Candidatura Independiente Ilagares (AIM)   | —     | —          | —     | —          | —     | —          | —     | —          | 54,65 | 4          | —     | —          | —     | —          | —    | —          |
| Agrupación Guerinda (AG)                   | —     | —          | —     | —          | —     | —          | —     | —          | 43,94 | 3          | 80,15 | 7          | 93,97 | 7          | —    | —          |

| Mandato   | Nombre del alcalde              | Partido político                    |
| --------- | ------------------------------- | ----------------------------------- |
| 2003-2007 | Beatriz Ucar Muruzábal          | Coalición Independiente Ilagares    |
| 2007-2011 | Jesús Ángel Lecumberri Valencia | Agrupación Independiente San Martín |
| 2007-2011 | Jesús Ángel Lecumberri Valencia | Agrupación Independiente San Martín |
| 2011-2014 | Jesús Ángel Lecumberri Valencia | Agrupación Independiente San Martín |
| 2014      | Ramón Muruzábal Aldunate        | Agrupación Independiente San Martín |
| 2014-2015 | Francisco Javier Leoz Guillén   | Agrupación Independiente San Martín |
| 2015-2019 | Francisco Javier Leoz Guillén   | Agrupación Independiente San Martín |
| 2019-     | Francisco Javier Leoz Guillén   | Agrupación Independiente San Martín |

## Cultura
- Fiestas patronales: las fiestas comienzan primer martes de agosto.
- Fiestas pequeñas: celebradas el fin de semana más próximo a San Martin (11 de noviembre).
- Romería de Santa Zita: Último sábado de abril, se celebra en el término municipal de San Martín de Unx, casi en la muga con el término tafallés, donde se ubica la ermita de Santa Zita.
- Día del Rosado:  En honor al vino, producto estrella de la localidad. Se celebra el primer domingo de junio y la jornada cuenta con un programa de actos en los que destacan la chistorrada popular, una cata de vinos en la Plaza Mayor, y un mercadillo por las calles del Casco Antiguo, entre otros.

## Personas destacadas
- Miguel Sanz y Lafuente, político.
- José Lerga, general carlista.
- Rufino Lanchetas, gramático y medievalista.
- Federico Urrecha Segura, escritor, dramaturgo y periodista.
- Apolinar Brull Ayerra, músico y compositor de zarzuelas.